# Evert Everts
Evert Everts (* 17. August 1941 in Bonn) ist ein deutscher Schriftsteller.

## Leben und Karriere
Evert Everts lebte bis 1949 in Bonn und von 1949 bis 1955 in Norden (Ostfriesland). Nach dem Abitur in Köln war er zunächst bei der Binnenreederei Rhenus AG beschäftigt, danach studierte er Rechtswissenschaft an der Universität zu Köln. Von 1971 bis zu seiner Pensionierung 2006 war er Bundesbahnbeamter. Er lebt in Siegburg sowie in Prag.
Er verfasste bisher sieben Einzeltitel, darunter Erzählungen und Gedichte, und gab drei Anthologien mit eigenen Beiträgen heraus. Außerdem veröffentlichte er Kurzgeschichten, Gedichte und Essays in zahlreichen Anthologien und Periodika. Mit seiner Frau Hana Everts übersetzte er  die Biografie des jüdisch-tschechisch-deutschen Verlegers Tomáš Kosta aus dem Tschechischen. Zwischen 2000 und 2010 erschienen seine rechtswissenschaftlichen Artikel in der Fachzeitschrift „Deine Bahn“.
2015 initiierte er die Kölner Literaturtage des VS, Regionalbezirk Köln, und leitete sie 2015, 2016 sowie 2021. Für den Autorenkreis Rhein-Erft leitete er 2014 und 2020 die Eröffnungsveranstaltungen des Literatur-Herbstes Rhein-Erft.
Evert Everts ist Mitglied des PEN-Zentrums Deutschland, im Verband deutscher Schriftsteller in ver.di, im Autorenkreis Rhein-Erft, bei Wort und Kunst Bergisch Gladbach, in der Autorengruppe FAUST, der Čapek-Gesellschaft für Völkerverständigung und Humanismus e. V. sowie im Westerwald-Verein. Für den VS, Regionalgruppe Köln, ist er seit 2013 im Vorstand in mehreren Funktionen und seit Dezember 2020 als dessen Sprecher tätig. Im Autorenkreis Rhein-Erft ist er seit 2005 Schriftführer und seit 2020 Sprecher.

## Werke

### Einzeltitel
- 20 Wanderungen im Bergischen Land. Der Süden. Droste, Düsseldorf 2009, ISBN 978-3-7700-1305-0.
- Der Kölner Weg. Eine Wanderung in 17 Etappen, Droste, Düsseldorf 2009, ISBN 978-3-7700-1314-2.
- 17 Genusswanderungen im Mittelrheintal. Die Alternative am Rheinsteig. Droste, Düsseldorf 2010, ISBN 978-3-7700-1317-3.
- Naturpark Bergisches Land. Erlebniswanderungen zwischen Agger und Dhünn. Droste, Düsseldorf 2011, ISBN 978-3-7700-1322-7.
- Geheimnisvolle Eifel. Eifel-Verlag, Köln 2012, ISBN 978-3-943123-03-6.
- Geschichten und Gedichte – Povídky a básně. Kid Verlag, Bonn 2021, ISBN 978-3-947759-83-5. (Deutsch-Tschechisch)
- Der Bergische Panoramasteig – Erzählungen von unterwegs. – Ein Wander- und Lesebuch. Gaasterland Verlag, Jünkerath 2022, ISBN 978-3-935873-72-7.

### Herausgeber mit eigenen Beiträgen
- Wolkenland, Gedichte und Erzählungen. Hrsg. Evert Everts und Karl Rovers. Verlag Ralf Liebe, Weilerswist 2010, ISBN 978-3-941037-57-1.
- Reine Glaubenssachen. Gedichte und Erzählungen. Hrsg. Evert Everts und Karl Rovers. Gaasterland_Verlag, Köln, 2013, ISBN 978-3-935873-53-6.
- Texte aus 35 Jahren Autorenkreis Rhein-Erft. Hrsg. Evert Everts und Rolf Polander. Gaasterland Verlag, Jünkerath, 2020, ISBN 978-3-935873-68-0.

### Übersetzung aus dem Tschechischen mit Hana Everts
- Vier Viertel Leben. die Biographie von Tomáš Kosta, Verlag Ralf Liebe, Weilerswist 2014, ISBN 978-3-944566-23-8.

### Veröffentlichungen in Anthologien und Zeitschriften (Auswahl)
- 6 Richtige – Lyrik lebt. (20 Gedichte), Hrsg. Elmar Ferber. ferber (bibliothek (neuer) autoren), Köln 2004, ISBN 3-931918-62-9.
- Denglisch oder wie man eine schöne Sprache beschädigt. Deine Bahn, Mainz Nr. 12, 2004 und 1, 2005, ISSN 0948-7263.
- Versnetze. Hrsg. Axel Kutsch, Verlag Ralf Liebe, Weilerswist  2008, ISBN 978-3-935221-86-3, und seitdem jährlich bis Versnetze 15, Deutschsprachige Lyrik der Gegenwart, Verlag Ralf Liebe, Weilerswist 2022
- Vom Bleiben und Schwinden, Hrsg. Günter Helmig, Joh. Heider Verlag, Bergisch Gladbach 2018, ISBN 978-3-947779-03-1.
- ZIPZALP. Gedichtekalender, Lyrik Kabinett München, 2019, ISBN 978-3-938776-50-6.
- Satire im Corona-Herbst. Hrsg. Dieter Rasch, Winfried Rathke, Kid Verlag, Bonn 2020, ISBN 978-3-947759-61-3.

- Orange – Wandel und Zuversicht. Hrsg. Christine Schiefer und Jo Witwer. Heider Verlag, Bergisch Gladbach, 2022.

### Mitarbeit an Periodika
- Deine Bahn, Fachzeitschrift des Dienstleistungszentrums Deutschen Bahn und des Verbandes Deutscher Eisenbahnfachschulen.
- Ostfreesland, Kalender für Ostfriesland.